# David Grylls
David „Dave“ Grylls (* 29. September 1957 in Detroit) ist ein ehemaliger US-amerikanischer Radrennfahrer und nationaler Meister im Radsport.

## Sportliche Laufbahn
Grylls war Teilnehmer der Olympischen Sommerspiele 1984 in Los Angeles. Er gewann mit Steve Hegg, Leonard Nitz, Brent Emery und Patrick McDonough in der Mannschaftsverfolgung die Silbermedaille. 1978 war er nationaler Meister der Amateure in der Einerverfolgung vor Leonard Nitz geworden. 1979 konnte er seinen Titel verteidigen. Weitere Meisterschaften gewann er 1982 im Mannschaftszeitfahren und im Zweier-Mannschaftsfahren mit Patrick McDonough als Partner. Dreimal war er Vize-Meister in der Einerverfolgung. Bei den Panamerikanischen Spielen 1983 gewann er Gold in der Einerverfolgung. Auch in der Mannschaftsverfolgung gewann er mit seinem Vierer Gold.

## Berufliches
Er wurde nach seiner aktiven Laufbahn als Trainer in San Diego tätig.